# Алоэ, Кевин
Кевин Алоэ (эст. Kevin Aloe; 7 мая 1995, Таллин) — эстонский футболист, защитник.

## Биография

### Клубная карьера
Начал заниматься футболом в 2003 году в секции клуба «Флора» в таллинском районе Мустамяэ, а спустя два года перешёл в основную академию «Флоры». На взрослом уровне начал выступать в 2011 году на правах аренды за клуб первой лиги «Валга Уорриор». В главной команде «Флоры» дебютировал 15 июля 2013 года в матче чемпионата Эстонии против таллинского «Калева». Свой первый гол в высшем дивизионе забил 1 марта 2014 года в ворота «Локомотива» (Йыхви). В составе «Флоры» неоднократно становился чемпионом (2015, 2017) и призёром чемпионата Эстонии, обладателем Кубка (2016) и Суперкубка (2014, 2016).
В 2019 году перешёл в клуб «Таммека» (Тарту), где провёл три сезона. В 2022 году играл за «Нарва-Транс», а в 2023 году перешел в «Вапрус».

### Карьера в сборной
Выступал за сборные Эстонии младших возрастов, начиная с 16 лет. За молодёжную сборную страны сыграл 28 матчей и по общему числу игр по состоянию на 2018 год занимает четвёртое место, уступая Марко Меэритсу (31), Алексею Яхимовичу и Андрею Вейсу (по 30).